# 桃乐斯撞击坑
桃乐丝撞击坑（Dorothy Crater）是冥王星的卫星卡戎上已知最大的撞击盆地。“新视野号”太空探测器在2015年飞越冥王星及其卫星时发现了该陨石坑。它取名自小说《绿野仙踪》中的主人公桃乐丝·盖尔。该陨石坑位于卡戎北极附近，与魔多区边缘重叠。

## 另请查看
- 冥卫一表面特征列表
- 多萝西撞击坑（金星）